# Apion brundini
Apion brundini är en skalbaggsart som beskrevs av Wagner 1943. Apion brundini ingår i släktet Apion, och familjen spetsvivlar. Enligt den finländska rödlistan är arten nära hotad i Finland. Arten är reproducerande i Sverige. Artens livsmiljö är fjällhedar.